# ハンフリー・ド・ブーン (第2代ヘレフォード伯)
第2代ヘレフォード伯、初代エセックス伯ハンフリー（4世）ド・ブーン（Humphrey (IV) de Bohun, 1204年 - 1275年9月24日）は、アングロ＝ノルマン貴族でイングランドの大司馬を務めた軍人である。

## 生涯
ハンフリーは、初代ヘレフォード伯ヘンリー・ド・ブーン（1176年 - 1220年）の長男で相続人である。母モード・ド・マンデヴィル（モード・フィッツジェフリー）は、初代エセックス伯ジェフリー・フィッツピーターの娘で相続人であった。
ハンフリーはエドワード1世の9人の名付け親の1人であった。1239年から1240年までケントの長官を務めた。1258年、聖地巡礼から戻った後、ハンフリーは父同様、勤王派から貴族派となった。同年、オックスフォード議会で任命された「24人委員会」で野党の指名候補として働き、行政改革のためのオックスフォード条項を作成した。シモン・ド・モンフォールと北ウェールズのサウェリン・アプ・グリフィズが同盟を結んだことで、ハンフリーは勤王派に復帰した。ハンフリーはウェールズ辺境領が対立派から離脱した最初の運動（1263年）を率い、1264年のルイスの戦いにおいてモンフォール家が捕らえた捕虜の1人であった 。
ハンフリーは1265年のイーヴシャムの戦いで勝利を収め、この戦いでモンフォール家の権力は消滅したが、その戦いで長男のハンフリー5世が致命傷を負った。
ハンフリーは1275年にウォリックシャーで亡くなり、グロスターのスランソニ・セクンダ修道院に埋葬された。孫のハンフリー6世（1249年頃 - 1298年）が爵位を継承した。

## 結婚と子女
ハンフリーは2度結婚した。
1236年頃に、モード・ド・リュジニャン（1210年頃 - 1241年8月14日）と結婚した。モードはラウル1世・ド・リュジニャンとウー女伯アリックスの娘である。モードは1241年に亡くなり、夫とともにグロスターのスランソニに埋葬された。モードとの間に以下の子女をもうけた。
- ハンフリー5世（1265年没） - 法定相続人であったが父に先立って死去。父とともにイーヴシャムの戦い（1264年）において勝利を収めたが、その後まもなく死去した。そのため、伯位は息子の第3代ヘレフォード伯ハンフリー6世（1249年頃 - 1298年）に継承された。
- ヘンリー
- ジェフリー
- ラルフ - 聖職者
- モード - 最初に第6代ペンブルック伯アンセル・マーシャルと結婚、次に第2代ウィンチェスター伯ロジャー・ド・クインシーと結婚
- アリス - ロジャー5世・ド・トエニと結婚
- エレノア - ウェストミース男爵ジョン・ド・ヴェルダンと結婚